# Ptičie, Humenné
Ptičie este o comună slovacă, aflată în districtul Humenné din regiunea Prešov. Localitatea se află la altitudinea de 215 m deasupra n.m., se întinde pe o suprafață de 10,47 km2 și în 2017 număra 638 de locuitori. Se învecinează cu comuna Humenné.

## Istoric
Localitatea Ptičie este atestată documentar din 1451.

## Demografie
| An:                | 1994 | 2004   | 2014   | 2024   |
| ------------------ | ---- | ------ | ------ | ------ |
| Număr de persoane: | 613  | 621    | 654    | 640    |
| Diferență:         |      | +1,30% | +5,31% | −2,14% |

| An:                | 2023 | 2024   |
| ------------------ | ---- | ------ |
| Număr de persoane: | 635  | 640    |
| Diferență:         |      | +0,78% |